# Jacques Bérès
Jacques Bérès (né le 20 juin 1941 à Paris et mort le 13 novembre 2023 à Cricquebœuf,,,,) est un chirurgien orthopédiste français, cofondateur de Médecins sans frontières et de Médecins du monde,.